# Aeroporto di Rubcovsk
L'aeroporto di Rubcovsk in russo Аэропорт Рубцовск?, inglese: Rubtsovsk Airport, è un aeroporto civile russo che si trova a Rubcovsk nella Siberia meridionale, cittadina del Kraj di Altaj.

## Dati tecnici
L'aeroporto di Rubcovsk è dotato attualmente di una pista attiva, della lunghezza di 1.600 m x 35 m, ed è equipaggiato per la manutenzione, l'atterraggio/decollo degli aerei: Antonov An-2, Antonov An-24, Antonov An-26, Antonov An-72, Antonov An-74, Let L-410.